# Sherin Khankan
Sherin Khankan, ursprungligen Ann Christine Khankan, född 13 oktober 1974, är en dansk religionssociolog och imam. Hon har blivit känd som Nordens första kvinnliga imam och grundare till kvinnomoskén Mariam Mosque i Köpenhamn. Khankan är även politisk debattör i frågor som rör muslimsk integration och islamisk fundamentalism.
Khankan har uppmärksammats för att hjälpa muslimska kvinnor som vill skilja sig trots att deras män vägrar ge sitt medgivande. Hon viger även kvinnor som vill gifta sig med män som inte är muslimer.